# Windtestfeld Grevenbroich
Das Windtestfeld Grevenbroich, auch Windtestfeld Neurather Höhe genannt, ist ein Testfeld für Binnenland-Windkraftanlagen auf der Neurather Höhe, einer Abraumhalde aus dem Braunkohlebergbau südwestlich des Grevenbroicher Stadtteils Neurath in Nordrhein-Westfalen.
Das Feld besteht seit 1998. Betreiber ist die Windtest Grevenbroich GmbH. Zum Testfeld gehören auch drei Windmessmaste, zwei Teleskop- und ein Gittermast.

## Aktuelle Windkraftanlagen im Testfeld
Stand: November 2020
| Teststand | Typ        | Hersteller    | Nabenhöhe | Rotordurchmesser | Leistung | Koordinaten                    | Baujahr | Bild              | Bemerkungen |
| --------- | ---------- | ------------- | --------- | ---------------- | -------- | ------------------------------ | ------- | ----------------- | ----------- |
| 1         | ev2.93     | eviag         | 85 m      | 93,3 m           | 2050 kW  | 51° 1′ 32,3″ N, 6° 35′ 38,3″ O | 2010    |                   |             |
| 2         | E-160 EP5  | Enercon       | 143 m     | 160 m            | 5500 kW  | 51° 1′ 47,1″ N, 6° 35′ 23,3″ O | 2021    | Enercon E-160 EP5 |             |
| 3         | E-160 EP5  | Enercon       | 143 m     | 160 m            | 5500 kW  | 51° 1′ 47,1″ N, 6° 35′ 23,3″ O | 2021    | Enercon E-160 EP5 |             |
| 4         | Vensys 120 | Vensys Energy | 90 m      | 120 m            | 3000 kW  | 51° 1′ 55″ N, 6° 35′ 10,1″ O   | 2015    | Vensys 120        |             |
| 5         | Vensys 120 | Vensys Energy | 90 m      | 120 m            | 3000 kW  | 51° 1′ 55″ N, 6° 35′ 10,1″ O   | 2015    | Vensys 120        |             |
| 6         | SWT-2.3-93 | Siemens       | 133 m     | 93 m             | 2300 kW  | 51° 2′ 1,5″ N, 6° 34′ 54,7″ O  | 2009    | SWT-2.3-93        | Hybridturm  |
| 7         |            |               |           |                  |          | 51° 2′ 7,1″ N, 6° 34′ 48,2″ O  |         |                   | unbesetzt   |
| 8         | N131       | Nordex        | 134 m     | 131 m            | 3000 kW  | 51° 2′ 10,3″ N, 6° 34′ 35,9″ O | 2017    |                   | Stahlturm   |

## Frühere Windkraftanlagen im Testfeld
| Typ              | Hersteller    | Nabenhöhe | Rotordurchmesser | Leistung | Baujahr | Rückbau    | Bemerkungen |
| ---------------- | ------------- | --------- | ---------------- | -------- | ------- | ---------- | --- |
| Vertical Sky A32 | Agile         | 78 m      | 32 m             | 750 kW   | 2020    | 2024       | Vertikalläufer. Rotorarm am 15. November 2020 abgebrochen, im Juni 2022 wieder hergestellt, neuer Schaden im März 2023. Ein Jahr später gesprengt. |
| Directtech       | Windtracker   | 10 m      |                  | 20 kW    | 2012    | 2020       | Vertikalläufer |
| MM 82            | Senvion       | 80 m      | 82 m             | 2050 kW  | 2003    | April 2011 | |
| NM 82            | NEG Micon     | 93,6 m    | 82 m             | 1500 kW  | 2001    | April 2011 | |
| D4               | DeWind        | 70 m      | 48 m             | 600 kW   | 1998    | März 2013  | |
| N80              | Nordex        | 60 m      | 80 m             | 2000 kW  | 2000    | ?          | |
| Vensys 77        | Vensys Energy | 85 m      | 77 m             | 1500 kW  | 2007    | 2020       | |
| L82              | Lagerwey      | 80 m      | 82,5 m           | 2000 kW  | 2009    | 2020       | |
| TZ750i           | Tacke         | ?         | ?                | 750 kW   | 1998    | 2006       | |